# Давыдовка (Хорошевская поселковая община)
Давы́довка (укр. Давидівка) — село на Украине, находится в Хорошевском районе Житомирской области.
Население по переписи 2001 года составляет 639 человек. Почтовый индекс — 12143. Телефонный код — 4145. Занимает площадь 32,37 км².

## Адрес местного совета
12143, Житомирская область, Хорошевский р-н, с. Давыдовка